# Pinanga variegata
Pinanga variegata är en enhjärtbladig växtart som beskrevs av Odoardo Beccari. Pinanga variegata ingår i släktet Pinanga och familjen Arecaceae.

## Underarter
Arten delas in i följande underarter:
- P. v. hallieriana
- P. v. variegata